# Ruta 19 (Bolivien)
Die Ruta 19 ist eine Nationalstraße im südamerikanischen Andenstaat Bolivien.

## Streckenführung
Die Straße hat eine Länge von 211 Kilometern und durchquert den westlichen Teil des Departamentos La Paz in Ost-West-Richtung. Die Straße beginnt im Zentrum des Departamentos bei El Alto, der Nachbarstadt von La Paz, durchquert den dünnbesiedelten Altiplano in südwestlicher Richtung und endet an der chilenischen Grenze im Westen bei der Ortschaft Charaña.
Die ersten knapp 60 Kilometer der Nationalstraße sind asphaltiert, die restlichen etwa 150 Kilometer bestehen aus Schotter- und Erdpisten.

## Geschichte
Die Ruta 19 ist mit Gesetz 2198 vom 15. Mai 2001 zum Bestandteil des bolivianischen Nationalstraßennetzes "Red Vial Fundamental" erklärt worden.

## Streckenabschnitte im Departamento La Paz
- km 000: El Alto
- km 022: Viacha
- km 087: Caquiaviri
- km 135: Achiri
- km 162: Berenguela
- km 211: Charaña